# Dąbrowica (województwo świętokrzyskie)
Dąbrowica – wieś sołecka w Polsce położona w województwie świętokrzyskim, w powiecie jędrzejowskim, w gminie Słupia, nad Pilicą. Nazwa wsi pochodzi od wielkich dębów, które rosły przed wiekami. Ostatnie potężne drzewo zostało ścięte w 1962 roku. Powierzchnia 910 ha.
Miejscowość ujęta jest w ogólnopolskim spisie terenów zasiedlonych przez bociana białego
Od 1963 r. w Dąbrowicy funkcjonuje remiza Ochotniczej Straży Pożarnej.

## Historia
Historia wsi sięga XIV wieku. Kodeks Małopolski (t. I s.394) wymienia wieś w roku 1375 w brzmieniu Drowicza, jako   
De Dobrouicza występuje w roku 1379 (Kodeks Małopolski t.I s.408).
Dąbrowicę w wieku XIX opisano jako wieś nad rzeką Pilicą, w ówczesnym powiecie włoszczowskim, gminie Rokitno, parafii Szczekociny. 
Według spisu miast, wsi, osad Królestwa Polskiego z roku  1827 r. było tu 40 domów 257 mieszkańców. 
W roku 1880  wieś liczyła 51 domów i 360 mieszkańców. 
Rozległość dominalna wynosiła 1782 mórg w tym dworskiej ziemi ornej 657, lasu 618 mórg, łąk 120 mórg, pastwisk 80 mórg i nieużytków 37 mórg. Włościanie posiadali: ziemi ornej 219 mórg, łąk 40 mórg i nieużytków 11 mórg. 

Dąbrowica leży w dole, w nizinie błotnistej. Koło dworu utrzymuje się dotąd gaj złożony z kilkudziesięciu odwiecznych dębów olbrzymiej wysokości i grubości. Ziemia „rędziniasta”, nieco „marglowata”, urodzajna. Lasy wysokopienne, nieźle utrzymane, przeważa w nich sosna. Łąki nad Pilicą nisko położone, stąd mokre.

Na Pilicy młyn z roczną produkcją w kwocie 1200 rubli srebrnych.
W czasie okupacji niemieckiej mieszkająca we wsi rodzina Stolarczyków udzieliła pomocy Żydom, Marii Krieger, Józefowi, Irenie, Marii, Czesławowi., i Róży P. z d. Krieger. W 1995 roku Instytut Jad Waszem podjął decyzję o przyznaniu Apolonii, Franciszkowi i Witoldowi Stolarczykom tytułu Sprawiedliwych wśród Narodów Świata.

## Zabytki
- zabytkowa kapliczka św. Jana z XVI wieku
- młyn zbożowy
- ruiny papierni Jeziorański Heller z przełomu XIX i XX wieku
- dwa schrony – pamiątka z okresu II wojny światowej